# 2894 Каховка
2894 Кахо́вка (2894 Kakhovka) — астероїд головного поясу, відкритий 27 вересня 1978 року.
Тіссеранів параметр щодо Юпітера — 3,199.